# Projeto Arqueológico de Xingó
O Projeto Arqueológico de Xingó foi um projeto de salvamento de sítios arqueológicos, realizado entre 1988 e 1994, na região de Xingó, nas margens do Rio São Francisco, nos estados de Bahia, Sergipe e Alagoas, antes da construção da Usina Hidrelétrica de Xingó.

## Histórico
As pesquisa arqueológicas na região do Xingó surgiram inicialmente em 1985, como projeto de localização e mapeamento de sítios arqueológicos próximos ao Rio São Francisco, pela Universidade Federal de Sergipe. Muitos destes sítios estavam ameaçados pela futura inundação provocada pela construção da Usina Hidrelétrica de Xingó. Era assim necessário resgatar os materiais arqueológicos com o objetivo de preservar o patrimônio.  Em 1988, a Companhia Hidroelétrica do São Francisco (hoje Eletrobras CHESF) firmou um convênio com a Universidade para a realização do projeto.

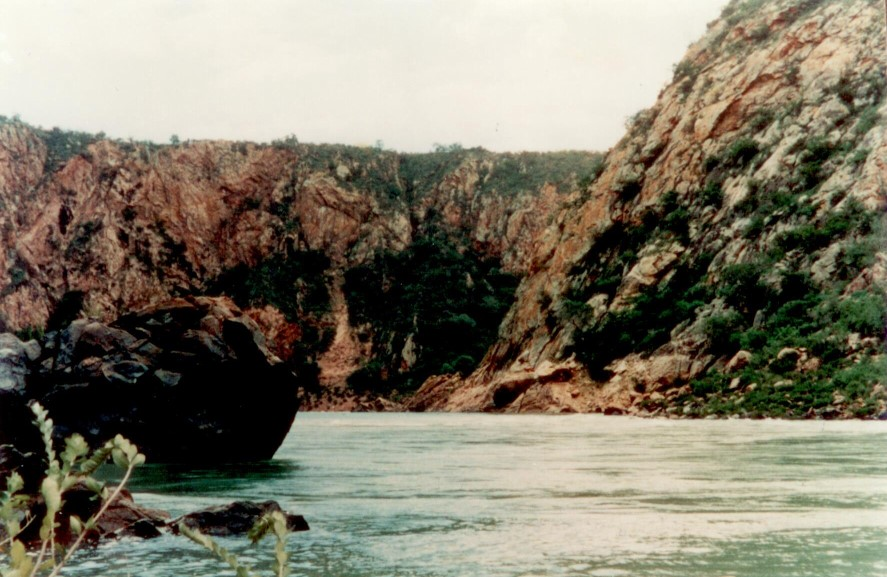
Vista do Canion do São Francisco, onde os paredões descem íngremes até o rio

As prospecções foram realizadas ao longo do cânion, a montante da barragem, e em 60 riachos afluentes nos estados de Alagoas, Sergipe e Bahia. Recebeu contribuições de outras Instituições como Fundação Museu do Homem Americano, Universidade Federal da Bahia, Universidade Federal de Pernambuco e Universidade Federal de Minas Gerais. Com o fechamento da barragem em 1994, o salvamento foi concluído e resultou no resgate de 56 sítios arqueológicos com datações de quase 9000 anos antes do presente. O relatório foi publicado em 1998 .

## Metodologia
A partir de 1990, os procedimentos metodológicos seguiram as orientações da Fundação Museu do Homem Americano, os mesmos utilizados nas pesquisas desenvolvidas no Parque Nacional Serra da Capivara . Envolvia a definição de três áreas dentro das delimitações do futuro reservatório da barragem , a prospecção de superfície para identificação de material arqueológico em terraços fluviais e a escavação. Foram realizadas sondagens e trincheiras nos locais identificados como sítios arqueológicos, escavados por níveis artificiais até a rocha matriz. 41 sítios a céu aberto foram assim registrados, além de 15 sítios de arte rupestre .
Todo o material identificado integra atualmente o acervo do Museu de Arqueologia de Xingó, localizado na cidade de Canindé de São Francisco .

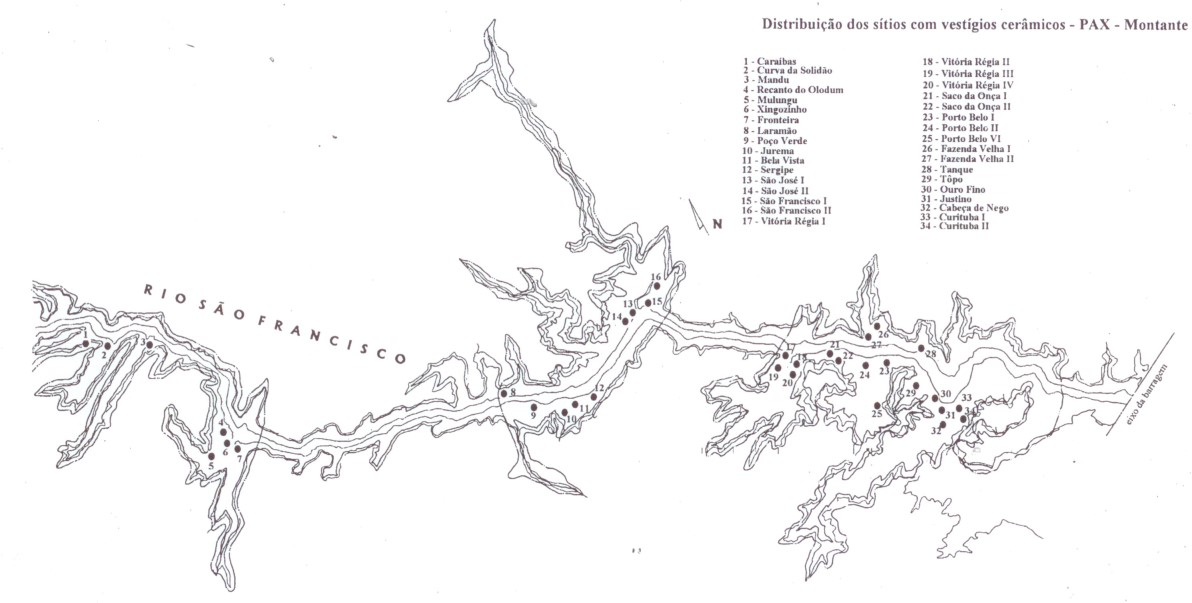
Distribuição dos sítios estudados durante o Projeto Arqueológico de Xingó (1988-1994)

## Arqueologia no Nordeste brasileiro
A riqueza de material e as datações por carbono-14 obtidas nos sítios arqueológicos do Xingó contextualizam uma ocupação humana nas margens do Rio São Francisco até 8.950 anos antes do presente. Com base na estratigrafia e na cultura material, foi possível identificar cinco fases :
- Fase 1: anterior a 8.950 ± 70 AP, com poucos materiais.
- Fase 2: em torno de 8.950 ± 70 AP, caracterizada por fogueiras estruturadas e restos faunísticos.
- Fase 3: entre 5.570 ± 70 AP e 4.790 ± 80 AP, marcada por ocupações intermitentes e pelas primeiras sepulturas.
- Fase 4: entre 3.270 ± 135 AP a 2.530 ± 70 AP, que corresponde à ocupação mais intensa dos sítios.
- Fase 5: entre 1.780 ± 60 AP a 1.280 ± 45 AP, com importantes diferenças tecnológicas.

Desde a publicação do relatório e o fechamento da barragem, a maioria dos sítios identificados não são mais acessíveis. Entretanto, as pesquisas continuam desenvolvendo novas análises . O sítio principal, Justino, permanece até hoje a maior necrópole arqueológica da região Nordeste .

## Lista de sítios arqueológicos
- Justino
- Porto Belo
- Vitoria Régia